# Роберто Беларміно
Святий Робе́рто Бела́рміно, S.J. (італ. Roberto Francesco Romolo Bellarmino; 4 жовтня 1542, Монтепульчано – 17 вересня 1621, Рим) — італійський єзуїт та кардинал католицької церкви. Був однією з найважливіших персон Контрреформації. Канонізований у 1930 році. Один з Учителів Церкви.

## Біографія

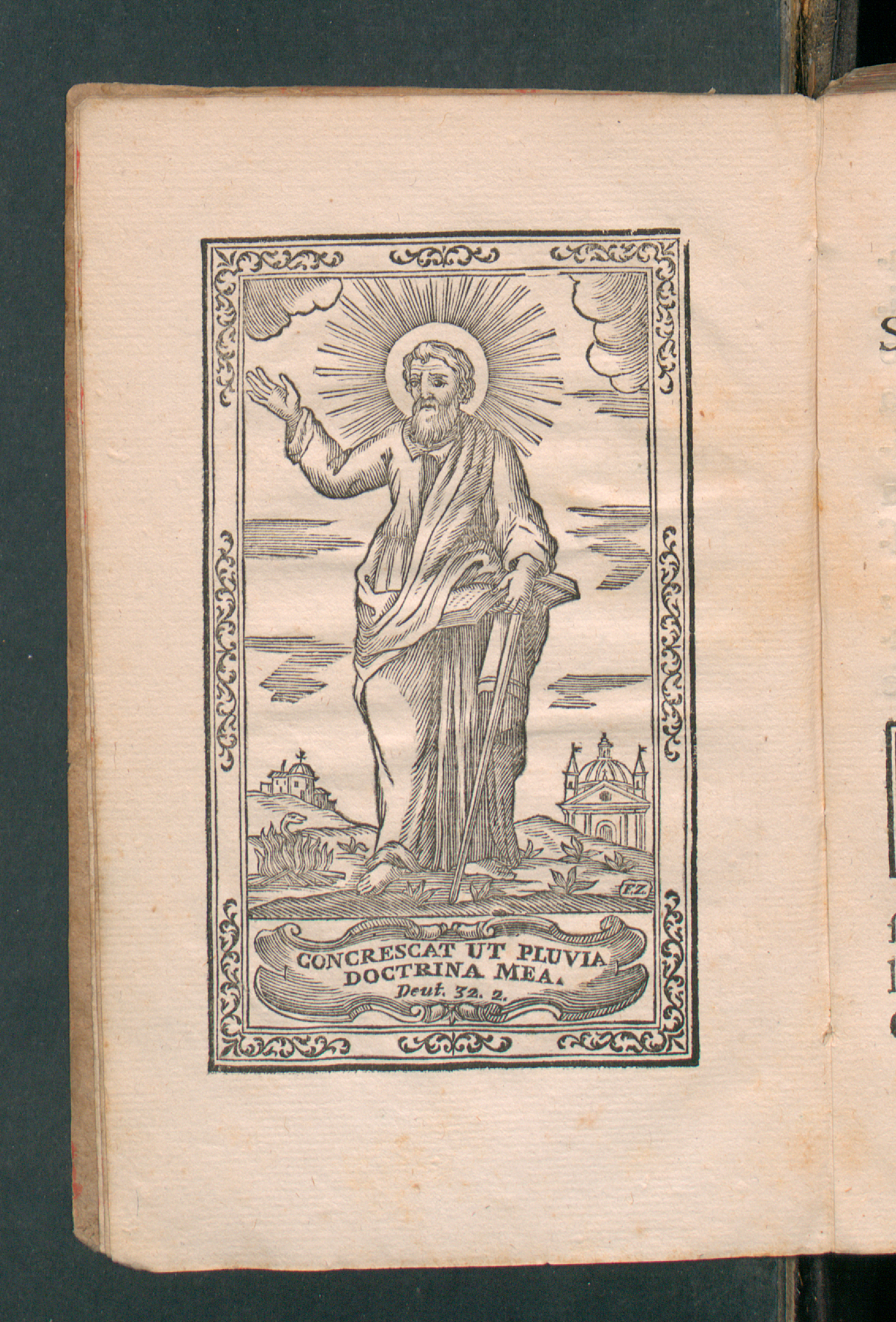
Dottrina cristiana breve, 1752

Роберто Белларміно народився в Монтепульчано (Тосканія) в сім'ї збіднілих дворян як третій з десятьох дітей. Його мати була сестрою тодішнього папи Марцелла ІІ (†1555). Навчався в щойно відкритій єзуїтами школі, а по її закінченні вступив до Товариства Ісусового. Далі навчався і в Римській Колегії, і у Флоренції, і в бельгійському Лувені, де зі студента став викладачем. Саме там, у Бельгії, в поширених того часу диспутах з єретиками, проявилися особливості мовлення та письма Роберта, сильного в апологетиці. У 1560 році вступив в Товариство Ісуса, в 1570 р. був висвячений.
Був професором, потім Ректором Римської Колегії та настоятелем Неаполітанської провінції єзуїтів, виконував і інші доручення в Товаристві, заслуговуючи на загальну пошану. Також був особистим радником папи Климента VIII та екзаменатором єпископів. В ті само роки Беллармін підготував Катехизис, який вийшов друком 1597 року і був перевиданий понад 400 разів. Був членом комісії з перегляду тексту Вульгати. Директор Ватиканської бібліотеки. З огляду на кількість обов'язків, він себе жартома називав «вантажником Святого Престолу».
У 1599 р. став Кардиналом, у ті часи це означало не лише повагу, а й чималі маєтки. Проте Роберто не скористався цим, а постановив залишатися бідним монахом, не мати особистого майна, родичів за церковний рахунок не годувати, кошти скерувати на допомогу потребуючим, а від підвладних вимагати того само. Відмовився від високої оплати, запропонованої іспанським королем Філіпом ІІІ.
З 1602 по 1605 р. управляв архидієцезією Капуї.
Двічі був у списку кандидатів на Апостольський Престол, але залишився на своїй посаді в Конгрегації Святого Офіцію – те, що називається загальним словом «інквізиція». Найбільше противники Церкви, інквізиції та самого Белларміно дорікають йому за його участь у процесі Джордано Бруно. Пов'язане ім'я Белларміна і з процесом Галілео Галілея. Кардинал Белларміно його вів (закінчити не встиг, помер), і дружньо листувався з ученим, казав, що не виключає розгляду поглядів Коперника як наукової системи – для підтвердження науковості якої тоді ще просто не було підстав. Виступав проти покарання Галілея з боку світських чи церковних властей.
Помер в Римі в 1621 р.

## Вшанування пам'яті

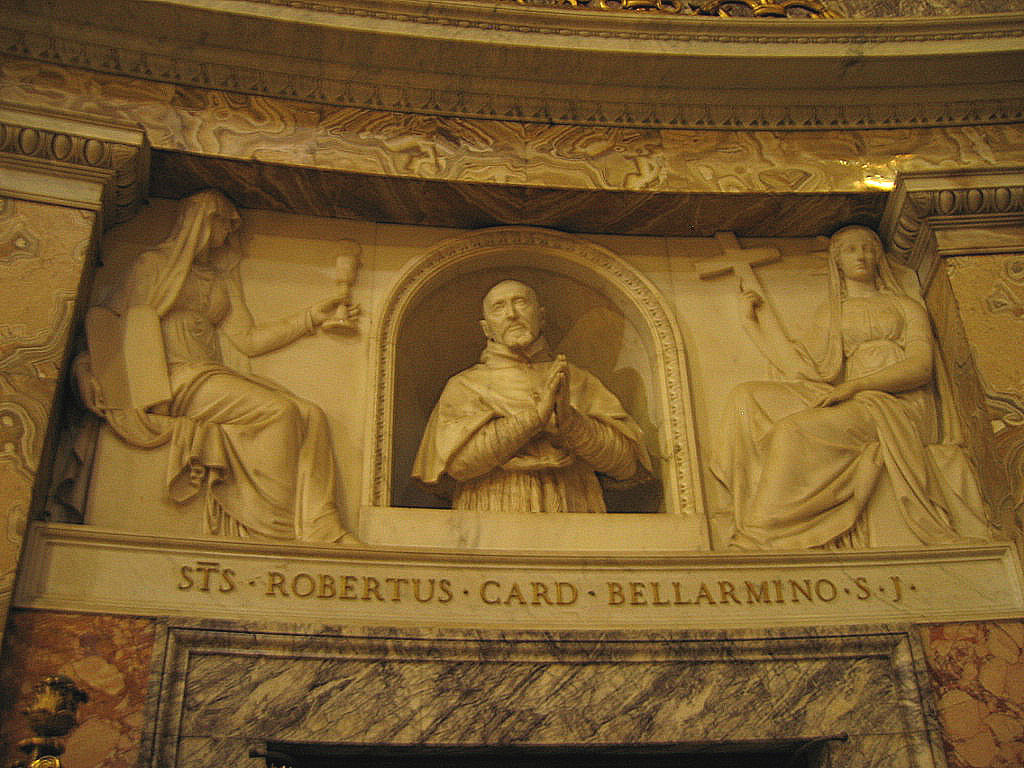
Монумент Роберто Балерміно у церкві Il Gesù, Рим

На честь Роберто Беларміно названо титулярну церкву Сан-Роберто Белларміно в Римі, а також університет у Луїсвіллі, Кентуккі, коледж у Сан-Хосе, Каліфорнія та школа в Такомі, Вашингтон у США.

## Канонізація
Папа Пій XI канонізував його в 1930 р., а наступного року оголосив його Вчителем Вселенської Церкви.